# Albert Préjean
Albert Préjean (Pantin, 27 ottobre 1894 – Parigi, 1º novembre 1979) è stato un attore francese.

## Biografia
Durante la prima guerra mondiale fece parte della cosiddetta Squadriglia delle Cicogne, gruppo di aviatori guidato da Georges Guynemer, meritandosi la decorazione con la Croce di guerra e la Legion d'onore.
Fece il suo debutto nel cinema girando cinque film sotto la regia di Henri Diamant-Berger tra il 1921 e il 1923. Il suo ruolo tipico era quello del giovane di estrazione popolare, semplice, forte e generoso, in contrasto con quelli interpretati da attori come Jean Murat o Pierre Richard-Willm, che invece incarnavano ragazzi provenienti da un ceto sociale elevato. 
Nel 1930 fu protagonista di Sotto i tetti di Parigi di René Clair, in cui cantava anche la canzone che dà il titolo al film. 
Dopo la seconda guerra mondiale Préjean fu uno degli artisti che finirono sotto accusa per aver continuato a lavorare anche durante l'occupazione nazista e per questo la sua carriera, pur proseguendo fino agli anni sessanta, non fu più brillante come un tempo.
Le sue memorie sono state raccolte dal figlio Patrick Préjean, anch'egli attore, in un libro pubblicato nel 1979, anno della sua morte.
Le sue spoglie furono inumate nel Cimitero d'Auteuil.

## Filmografia parziale
- Les trois mousquetaires, regia di Henri Diamant-Berger (1921)
- Miracolo dei lupi (Le Miracle des loups), regia di Raymond Bernard (1924)
- Parigi che dorme (Paris qui dort), regia di René Clair (1925)
- Il fantasma del Moulin Rouge (Le Fantôme du Moulin-Rouge), regia di René Clair (1925)
- Il viaggio immaginario (Le Voyage imaginaire), regia di René Clair (1926)
- Un cappello di paglia di Firenze (Un Chapeau de paille d'Italie), regia di René Clair (1928)
- Les Nouveaux Messieurs, regia di Jacques Feyder (1929)
- Sotto i tetti di Parigi (Sous les toits de Paris), regia di René Clair (1930)
- Di notte a Parigi (Un Soir de rafle), regia di Carmine Gallone (1931)
- Il figlio della strada (Un Fils d'Amérique), regia di Carmine Gallone (1932)
- Volga in fiamme (Volga en flemmes), regia di Viktor Tourjansky (1934)
- L'oro per la strada (L'Or dans la rue), regia di Curtis Bernhardt (1934)
- Il controllore dei vagoni letto (Le contrôleur des wagons-lits), regia di Richard Eichberg (1935)
- La principessa Tam Tam (Princesse Tam-Tam), regia di Edmond T. Gréville (1935)
- Jenny, regina della notte (Jenny), regia di Marcel Carné (1936)
- A Venezia una notte (À Venise, une nuit), regia di Christian-Jaque (1937)
- Alibi (L'Alibi), regia di Pierre Chenal (1937)
- Il capitano Mollenard (Mollenard), regia di Robert Siodmak (1938)
- Avventura di una notte (Métropolitain), regia di Maurice Cam (1939)
- Il desiderio e l'amore (Le Désir et l'amour), regia di Henri Decoin (1951)
- Gli amanti del Tago (Les Amants du Tage), regia di Henri Verneuil (1955)
- Cheri-Bibi (Il forzato della Guiana) (Chéri-Bibi), regia di Marcello Pagliero (1955)
- Anime bruciate (Un Missionnaire), regia di Maurice Cloche (1955)
- Capitan Uragano (Bomben auf Monte Carlo), regia di Georg Jacoby (1960)
- Pugni, pupe e pallottole (Bonne chance, Charlie), regia di Jean-Louis Richard (1962)